# 新人漫画家、風俗嬢になる
『新人漫画家、風俗嬢になる』（しんじんまんがかふうぞくじょうになる）は、原作：エバラユカ、作画：ふてねによる日本のエッセイ漫画。『マンガPark』（白泉社）にて、2019年8月30日から2020年10月2日まで連載された。

## 概要
本作では、新人漫画家としてデビューするも担当編集者からセクハラを受け、漫画家を断念し、風俗店に務め始める作者の体験が描かれている。
作者は自分のような人達に大丈夫だと伝えたいと思い、本作を描くことを決めた。
2019年12月に発表された『マンガPark』の「2019年新連載ランキング」男性部門で第5位を獲得。LINEマンガで1800万PVを記録。

## 登場人物
江原 有香（えばら ゆか）
31歳の風俗嬢。デリバリーヘルスで務めており、仕事場では24歳と鯖を読んでいる。彼氏がいた経験はなく、処女。漫画家を目指しており、連載も決まっていたが、担当編集者からセクハラを受けて辞めた。腋臭症に悩まされており、160万円をかけて手術を行った。
キノシタ
江原を指名した客の一人。清潔感と親切さから江原から好感を持たれ、初体験の相手となる。二人は店の外でも会うようになるが、徐々に不協和音が芽生え、江原の引っ越しを境に連絡が途絶える。

## 書誌情報
- エバラユカ＋ふてね『新人漫画家、風俗嬢になる』白泉社〈書籍扱いコミックス〉、2021年11月5日発売[6]、ISBN 978-4-592-73308-9